# 남매 (1983년 드라마)
《남매》는 1983년 8월 29일부터 1984년 9월 7일까지 방송된 드라마 작품이다.
이 드라마 작품은 1983년 8월 29일부터 1983년 9월 24일까지 KBS 1TV 아침 드라마 작품으로 방영되었다가, 1983년 9월 26일부터 KBS 2TV 일일 드라마(9시~10시대)로 개편하여 방영되었다.

## 등장 인물
- 이윤정 : 송복순(1956년 당시 중2 만14세 복순) 역 (중도합류) ... (2년 전의 어린 시절: 최문선)
  - 최문선 : 재작년 당시 열세살 때의 송복순(2년 전의 1954년 당시 초6 만12세 시절 복순) 역 (중도하차)

송윤창과 김옥춘의 맏딸. 말띠. 일제 시대 말기 경기도 김포 월곶면 고양리 출생.
- 안정훈 : 송상만(1956년 당시 중1 만13세 상만) 역 (중도합류) ... (2년 전의 어린 시절: 김동수)
  - 김동수 : 재작년 당시 열두살 때의 송상만(2년 전의 1954년 당시 초5 만11세 시절 상만) 역 (중도하차)

송윤창과 김옥춘의 막내아들. 양띠. 일제 시대 말기 경기도 김포 월곶면 고양리 출생.
- 김세윤 : 송윤창(송씨) 역

두 남매의 아버지. 1956년 당시 43세.
- 정영숙 : 김옥춘(김 여사) 역

두 남매의 어머니(송씨 처). 1956년 당시 36세.
- 주현 : 오달복(오씨) 역

두 남매의 막내 삼촌(송기창)의 큰손윗처남 되는 이이자 경기도 김포 월곶면 고양리 시절부터 서울 마포 판자촌 골목 이웃집 사돈댁. 1956년 당시 37세.
- 전원주 : 경진순(충청북도 청주댁) 역

두 남매의 막내 삼촌(송기창)의 큰손윗처남댁 되는 이(오씨 처)이자 경기도 김포 월곶면 고양리 시절부터 서울 마포 판자촌 골목 이웃집 사돈댁. 1956년 당시 41세.
- 황범식 : 경광식(봉이 큰외숙) 역 (중도합류)

오달복의 첫째 손아랫처남. 1956년 당시 36세. 1956년 9월 9일(일요일)에 결혼.
- 박준금 : 라방숙(광식 처) 역 (중도합류)

오달복의 첫째 손아랫처남댁(봉이 큰외숙모). 1956년 당시 21세. 1956년 9월 9일(일요일)에 결혼.
- 안병경 : 경풍식(봉이 작은외숙) 역 (중도합류)

오달복의 둘째 손아랫처남. 1956년 당시 33세.
- 유승봉 : 경정식(봉이 막내외숙) 역 (중도합류)

오달복의 막내 손아랫처남. 1956년 당시 31세.
- 안승훈 : 오봉문(봉이) 역 (중도합류)

오달복과 경진순의 맏아들. 1956년 당시 20세. 전쟁 직전 중학교 1학년 자퇴생 출신.
- 권오현 : 오택문(택이) 역 (비고정 성향 중도합류)

오달복과 경진순의 막내아들. 1956년 당시 19세 및 경기도 인천사범학교 3학년.
- 백찬기 : 백순효(백 선생) 역 (비고정 성향 중도합류)

오택문 학생의 지도교사로 경기도 인천사범학교 교사. 1956년 당시 37세.
- 김현직 : 공일삼(공 선생) 역 (비고정 성향 중도합류)

서울 청량리 지역의 초가집 사는 작년도 전직 경기도 인천사범학교 부교장 퇴임자 출신(1955년 2월, 53세 당시 교원 정년 퇴직). 1956년 당시 54세(작년도 1955년 10월 23일 일요일 당시, 송기창과 오천숙의 결혼식 주례로써 첫 주례 후 그 이듬해 1956년 9월 9일 일요일 당시, 경광식과 라방숙의 결혼식 주례로써 두번째 주례).
- 이종만 : 류대복(류 영감) 역 (중도합류)

서울 마포 판자촌 골목 복덕방 대표 사업주 영감님. 두 자녀를 모두 결혼 및 성가시킨 후 1949년 4월 12일 화요일, 부인을 노환으로 상배. 1956년 당시 73세.
- 김성원 : 라시철(라 영감) 역 (중도합류)

서울 마포 판자촌 골목 복덕방 대표 사업주 영감님(류대복)의 매제(광식 처 라방숙의 친정 할아버지). 1942년 3월 26일 목요일, 병으로 외동아들 상을 치렀으며 1944년 2월 15일 화요일, 병으로 외며느리 상을 치름. 1956년 당시 75세.
- 박주아 : 류선주(방숙 할머님) 역 (중도합류)

서울 마포 판자촌 골목 복덕방 대표 사업주 영감님(류대복)의 누이동생(광식 처 라방숙의 친정 할머니). 1942년 3월 26일 목요일, 병으로 외동아들 상을 치렀으며 1944년 2월 15일 화요일, 병으로 외며느리 상을 치름. 1956년 당시 68세.
- 최정훈 : 최태호(최 영감) 역 (중도합류)

서울 마포 판자촌 골목 한약방 대표 사업주 영감님. 1956년 당시 69세.
- 안영주 : 양섭춘(황해도 안악댁) 역 (중도합류)

서울 마포 판자촌 골목 한약방 대표 사업주 마나님(최 영감의 부인). 1956년 당시 71세.
- 양일민 : 홍붕치(홍 영감) 역 (중도하차)

1954년 경기도 김포 월곶면 고양리 복덕방 대표 영감님. 1954년 당시 78세.
- 김인태 : 팽왕덕(팽 영감) 역 (중도하차)

1954년 경기도 김포 월곶면 고양리 복덕방 대표 영감님(홍붕치)의 외가친척 외종제(외사촌 동생). 1954년 당시 77세.
- 김종결 : 석홍준(석 교장) 역 (중도하차)

1954년 경기도 김포 월곶면 고양리 고월국민학교 교장. 경기도 김포 하성면 양택리 부농가 대농 집안의 후손(3남 3녀 6남매 중 차남이자 셋째)으로 슬하 2남 2녀(4남매) 중 두 딸들은 이미 모두 결혼 성사 및 출가시켰으며 석홍준 교장 그는 1954년 당시 56세(1954년 당시 석 교장의 누나 부부는 계사년생 동갑내기 진갑이었고 석 교장의 형님 내외는 갑오년생 동갑내기 환갑).
- 장미자 : 은숙금 역 (중도하차)

1954년 경기도 김포 월곶면 고양리 고월국민학교 석홍준 교장의 부인. 1954년 당시 60세.
- 최석구 : 석한원(셋째) 역 (중도하차)

1954년 경기도 김포 월곶면 고양리 고월국민학교 석홍준 교장 내외의 슬하 2남 2녀 중 장남(셋째). 1954년 당시 서울대학교 교육학과 2학년 및 21세.
- 강인기 : 석한식(막내) 역 (중도하차)

1954년 경기도 김포 월곶면 고양리 고월국민학교 석홍준 교장 내외의 슬하 2남 2녀 중 차남(막내). 1954년 당시 경기도 인천사범학교 2학년 및 18세.
- 장학수 : 양재승 역 (중도하차)

1954년 경기도 김포 월곶면 고양리 고월국민학교 석홍준 교장의 경기도 이천 부발면 산촌리 사는 막내 배다른 매제. 1954년 당시 39세.
- 김형자 : 석증선 역 (중도하차)

1954년 경기도 김포 월곶면 고양리 고월국민학교 석홍준 교장의 경기도 이천 부발면 산촌리 사는 막내 배다른 누이동생. 1954년 당시 34세.
- 백현주 : 양월진 역 (중도하차)

1954년 경기도 김포 월곶면 고양리 고월국민학교 석홍준 교장의 경기도 이천 부발면 산촌리 사는 생질녀. 1954년 추석 당시 외숙부 뵈러 경기도 김포 방문 옴. 1954년 당시 11세 및 국민학교 4학년.
- 백일섭 : 신현태(신 교감) 역 (중도하차)

1954년 경기도 김포 월곶면 고양리 고월국민학교 교감. 1954년 당시 51세.
- 장광 : 장일승(장 선생) 역 (중도하차)

송복순 학생의 초6 당시 경기 김포 고월국민학교 담임 교사. 1954년 당시 33세.
- 박칠용 : 박출균(박 선생) 역 (중도하차)

송상만 학생의 초5 당시 경기 김포 고월국민학교 담임 교사. 1954년 당시 31세.
- 박혜숙 : 구두연(구 교장) 역 (중도합류)

송복순 학생의 중2 당시 서울 마포여자중학교 교장으로 수학 교사 출신. 1956년 당시 51세.
- 남윤정 : 탁송화(탁 교감) 역 (중도합류)

송복순 학생의 중2 당시 서울 마포여자중학교 교감으로 국어 교사 출신. 1956년 당시 47세.
- 이병철 : 이종원(이 선생) 역 (중도합류)

송복순 학생의 중2 당시 서울 마포여자중학교 국사 교사 담임. 1956년 당시 32세.
- 오승룡 : 허행식(허 교장) 역 (중도합류)

송상만 학생의 중1 당시 서울중학교 교장으로 한문 교사 출신. 1956년 당시 54세.
- 강태기 : 고승랑(고 교감) 역 (중도합류)

송상만 학생의 중1 당시 서울중학교 교감으로 수학 교사 출신. 1956년 당시 48세.
- 정동남 : 정진남(정 선생) 역 (중도합류)

송상만 학생의 중1 당시 서울중학교 국어 교사 담임. 1956년 당시 32세.
- 이덕희 : 김옥필(김 여사 동생) 역 (중도합류)

1956년 이후 두 남매의 막내 이모(복순 이모). 전쟁 당시 이산가족 출신. 1956년 당시 22세.
- 민욱 : 송기창(막둥이) 역 (중도합류)

1956년 이후 두 남매의 막내 삼촌(송씨 동생). 전쟁 당시 이산가족 출신. 1955년 10월 23일(일요일), 32세 때 오천숙과 결혼. 1956년 당시 33세.
- 김성희 : 오천숙(봉이 고모) 역 (중도합류)

1956년 이후 두 남매의 막내 숙모(막둥이 처). 전쟁 당시 이산가족 출신. 1955년 10월 23일(일요일), 27세 때 송기창과 결혼. 1956년 당시 28세.
- 전양자 : 소영백(경상남도 진주댁) 역 (비고정 성향 중도합류 후 중도하차)

오봉문(봉이)이 일하던 서울 마포 노가다 공사판 인근 2층짜리 간이 선술집 전직 대표 업주. 자식 없는 과부. 1956년 당시 55세.
- 김미숙 : 월순이(순이) 역 (비고정 성향 중도합류 후 중도하차)

오봉문(봉이)이 일하던 서울 마포 노가다 공사판 인근 2층짜리 간이 선술집 전직 레지. 1956년 당시 23세.
- 안문숙 : 덕은이(은이) 역 (비고정 성향 중도합류 후 중도하차)

오봉문(봉이)이 일하던 서울 마포 노가다 공사판 인근 2층짜리 간이 선술집 전직 레지. 1956년 당시 22세.
- 김성환 : 추백원(추 반장) 역 (비고정 성향 중도합류 후 중도하차)

오봉문(봉이)이 일하던 서울 마포 노가다 공사판 작업반장. 1956년 당시 46세.
- 양재성 : 채웅수(오야지) 역 (비고정 성향 중도합류 후 중도하차)

오봉문(봉이)이 일하던 서울 마포 노가다 공사판 오야지. 1956년 당시 43세.
- 주호성 : 천홍익(천씨) 역 (비고정 성향 중도합류 후 중도하차)

오봉문(봉이)이 일하던 서울 마포 노가다 공사판 인부. 1956년 당시 33세.
- 유동근 : 차동면(차씨) 역 (비고정 성향 중도합류 후 중도하차)

오봉문(봉이)이 일하던 서울 마포 노가다 공사판 인부. 1956년 당시 25세.